# Peter Grzybek

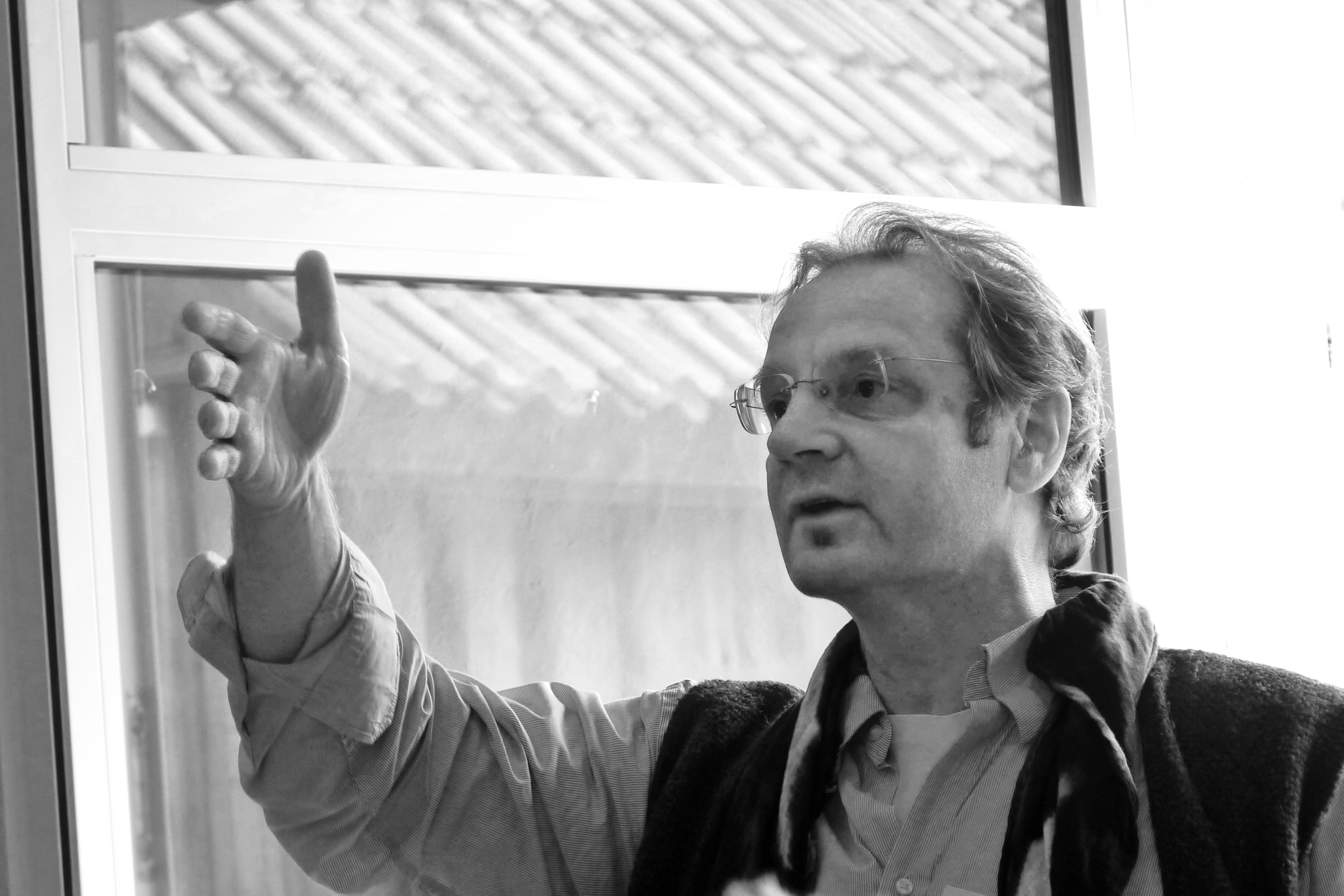
Peter Grzybek (2011)

Peter Grzybek (* 22. November 1957 in Herne; † 29. Mai 2019 in Graz) war ein deutscher Slawist, Sprach- und Literaturwissenschaftler.

## Leben
Peter Grzybek studierte von 1978 bis 1984 zunächst an der Ruhr-Universität Bochum Slawische Philologie, Anglistik und Sprachlehrforschung. Während seines Studiums war er als Studentische Hilfskraft an der Universität Bochum und der Universität/GH Essen angestellt. Nach Studienaufenthalten in Jugoslawien, den USA und in der UdSSR schloss er sein Studium als Magister Artium 1984 mit der später veröffentlichten Arbeit Lechts und Rinks kann man nicht velwechsern?!? Zur Neurosemiotik sprachlicher Kommunikation. Ab 1984 war er Wissenschaftlicher Mitarbeiter am Seminar für Slawistik der Universität Bochum und promovierte hier 1988 mit seiner 1989 erschienenen Dissertation Studien zum Zeichenbegriff der sowjetischen Semiotik (Moskauer und Tartuer Schule), für die er den Preis der Ruhr-Universität Bochum erhielt. Seit 1989 war er dort Wissenschaftlicher Assistent (C1), bevor er 1992 an die Karl-Franzens-Universität Graz in Österreich wechselte. Hier habilitierte er sich 1994 kumulativ mit der Schrift Slawistische Studien zur Semiotik der Folklore und erhielt die Venia docendi für Slawische Literaturwissenschaft und Semiotik. 1998 erfolgte die Ernennung zum Außerordentlichen Universitätsprofessor. Von 2004 bis 2011 war er Institutsvorstand des Instituts für Slawistik, wo er bis zu seinem Tod tätig war.

## Arbeitsschwerpunkte
Neben seiner Forschungs- und Publikationstätigkeit sowie zahlreichen Vorträgen bei Konferenzteilnahmen und weiteren Gastvorträgen und Forschungsaufenthalten in verschiedenen Ländern war Grzybek wiederholt an verschiedenen ausländischen Universitäten tätig; dies beinhaltet u. a. eine zweisemestrige Gastlehre an der Universität Wien (1993–94), eine Gastprofessur an der Humboldt-Universität Berlin (1999), eine zweisemestrige Lehrstuhlvertretung an der Universität Salzburg (2000–01) sowie eine mehrsemestrige Gastlehre an der Kyrill-und-Method-Universität in Trnava (Slowakei) von 2001 bis 2004.
Grzybek war in Forschung und Lehre im Wesentlichen in drei wissenschaftlichen Bereichen ausgewiesen, die auch seine  Arbeitsschwerpunkte darstellen:
- Im Bereich der Semiotik hat Grzybek sich insbesondere mit allgemeinen Fragen der Text- und Kultursemiotik, im spezifisch slawistischen Bereich mit der russischen Semiotik sowie der Semiotik der Moskauer und Tartuer Schule beschäftigt. Er war von 1989 bis 1997 Mit-Herausgeber von Znakolog. An International Yearbook of Slavic Semiotics, Mitglied des Internationalen Herausgeberbeirats der Bochumer Beiträge zur Semiotik (1985–99) sowie Geschäftsführer der Österreichischen Gesellschaft für Semiotik (1996–2010).
- Im Rahmen der Parömiologie hat er sich insbesondere im Bereich der Sprichwortforschung ausgezeichnet. Neben zahlreichen Arbeiten zur Theorie des Sprichworts ist er einer der Begründer der Empirischen Sprichwortforschung, bei der es um die Untersuchung der individuellen und kollektiven Sprichwortkenntnis und der diese Kenntnis beeinflussenden Faktoren geht. Grzybek war u. a. Mitbegründer des Westfälischen Arbeitskreises «Phraseologie/Parömiologie» (1991–2002), Gründungsmitglied und von 1999 bis 2006 Wissenschaftlicher Beirat der Europäischen Gesellschaft für Phraseologie,[2] er ist einer der Herausgeber der Buchreihe Phraseologie & Parömiologie (1998ff.) in Fortsetzung der Studien zur Phraseologie und Parömiologie (1994–98),[3] Mitglied des Herausgeberbeirats von Proverbium – An International Yearbook of International Proverb Scholarship (USA, 2004ff.) sowie Wissenschaftlicher Beirat der International Association of Paremiology (2007ff.).
- Im Übergangsbereich zwischen der Quantitativen Linguistik und der Quantitativen Literaturwissenschaft hat er neben Arbeiten zur Geschichte der quantitativen Sprach- und Literaturwissenschaft insbesondere zahlreiche Studien zur quantitativen Textanalyse vorgelegt. Innerhalb der International Quantitative Linguistics Association[4] war er zunächst Treasurer (2005–07) und Generalsekretär (2007–09), schließlich auch deren Vize-Präsident (2009–12). Er war Mitglied des Internationalen Beirats der Fachzeitschriften Glottometrics (2004ff.) (PDF Volltext) und Glottotheory (2008ff.) sowie Mit-Herausgeber der internationalen Buchreihe Quantitative Linguistics und des Wörterbuchs Quantitative und Formale Linguistik. Grzybek hat in diesem Bereich eine Reihe von Forschungsprojekten geleitet, so zur Wortlänge und zu Graphem- und Phonemhäufigkeiten in slawischen Sprachen, neuerdings auch zur quantitativen Filmanalyse.

## Veröffentlichungen (Auswahl)

### Monographien und Sammelbände
Die folgende Liste enthält Monographien und Sammelbände von Peter Grzybek als Allein- oder Mitautor und Herausgeber:
- mit Sven Naumann, Relja Vulanović, Gabriel Altmann (Hrsg.): Synergetic Linguistics. Text and Language as Dynamic Systems. Praesens, Wien 2012, ISBN 978-3-7069-0700-2.
- mit Emmerich Kelih, Ján Mačutek (Hrsg.): Text and Language. Structures • Functions • Interrelations. Quantitative Perspectives. Praesens, Wien 2010, ISBN 978-3-7069-0625-8.
- mit Reinhard Köhler (Hrsg.): Exact Methods in the Study of Language and Text. Dedicated to Gabriel Altmann on the Occasion of his 75th Birthday. (= Quantitative Linguistics. 62). Mouton de Gruyter, Berlin / New York 2007, ISBN 978-3-11-019354-1.
- mit Peter Deutschmann, Ludwig Karničar und Heinrich Pfandl (Hrsg.): Kritik und Phrase. Praesens, Wien 2007, ISBN 978-3-7069-0457-5.
- als Hrsg.: Contributions to the Science of Text and Language. Word Length Studies and Related Issues. (= Text, Speech and Language Technology. 31). Springer, Dordrecht, NL 2006, ISBN 1-4020-4067-9.
- mit Jeff Bernard und Jurij Fikfak (Hrsg.): Text & Reality. Text & Wirklichkeit. ZRC, Ljubljana / Wien / Graz 2005, ISBN 961-6500-86-4.
- mit Jeff Bernard, Anton Pokrívčak und Gloria Withalm (Hrsg.): Form - Struktur - Komposition. Pragmatik und Rezeption. (= Special Issue of: Semiotische Berichte. 26, 1–4). ISSS, Wien 2002, ISSN 0254-9271.
- als Hrsg.: Die Grammatik der sprichwörtlichen Weisheit. Mit einer Analyse allgemein bekannter deutscher Sprichwörter. übersetzt und bearbeitet von Peter Grzybek. (= Phraseologie und Parömiologie. 4). Schneider-Verlag Hohengehren, Baltmannsweiler 2000, ISBN 3-89676-197-8.
- mit Jeff Bernard und Gloria Withalm (Hrsg.): Modellierungen von Geschichte und Kultur. Band I / Vol. I & II. ISSS, Wien 2000, ISBN 3-900494-35-5.
- mit Jeff Bernard, Vilmos Voigt u. a. (Hrsg.): Peter Pázmány. Fokus gemeinsamer Traditionen. (= Semiotische Berichte. 22, 1–2). ISSS, Wien 1998, ISSN 0254-9271.
- mit Christoph Chlosta und Elisabeth Piirainen (Hrsg.): Sprachbilder zwischen Theorie und Praxis. Akten des Westfälischen Arbeitskreises «Phraseologie / Parömiologie». (= Studien zur Phraseologie und Parömiologie. 2). Universitäts-Verlag Brockmeyer, Bochum 1994, ISBN 3-8196-0325-5.
- als Hrsg.: Psychosemiotik - Neurosemiotik. Psychosemiotics - Neurosemiotics. (= Bochumer Beiträge zur Semiotik. 41). Universitäts-Verlag Brockmeyer, Bochum 1993, ISBN 3-8196-0218-6.
- als Hrsg.: Cultural Semiotics. Facts and Facets. (= Bochumer Beiträge zur Semiotik. 26). Universitäts-Verlag Brockmeyer, Bochum 1993, ISBN 3-88339-885-3.
- mit Karl Eimermacher (Hrsg.): Zeichen - Text - Kultur. Studien zu den sprach- und kultursemiotischen Arbeiten von Vjač.Vs. Ivanov und V.N. Toporov. (= Bochum Publications in Evolutionary Cultural Semiotics. 8). Universitäts-Verlag Brockmeyer, Bochum 1991, ISBN 3-88339-410-6.
- Studien zum Zeichenbegriff der sowjetischen Semiotik (Moskauer und Tartuer Schule). (= Bochumer Beiträge zur Semiotik. 23). Universitäts-Verlag Brockmeyer, Bochum 1989, ISBN 3-88339-752-0.
- mit Karl Eimermacher und Georg Witte (Hrsg.): Issues in Slavic Literary and Cultural Theory. Studien zur Literatur- und Kulturtheorie in Osteuropa. (= Bochum Publications in Evolutionary Cultural Semiotics. 21). Universitäts-Verlag Brockmeyer, Bochum 1989, ISBN 3-88339-750-4.
- mit Wolfgang Eismann (Hrsg.): Semiotische Studien zum Rätsel. Simple Forms Reconsidered II. (= Bochumer Beiträge zur Semiotik. 7). Universitäts-Verlag Brockmeyer, Bochum 1987, ISBN 3-88339-417-3.
- mit Wolfgang Eismann Hrsg.: Semiotische Studien zum Sprichwort - Simple Forms Reconsidered I. (= Special Issue of: Kodikas Code - Ars Semeiotica. An International Journal of Semiotics. 3/4). Narr, Tübingen 1984.
- Lechts und Rinks kann man nicht velwechsern?!? Zur Neurosemiotik sprachlicher Kommunikation. (= Series B. 106). Linguistic Agency University of Trier, Trier 1984.
- Neurolinguistik und Fremdsprachenerwerb. (= LB-Papier. 70). Westdeutscher Verlag, Wiesbaden 1984.

## Würdigung
- Eismann, Wolfgang. 2020. "Peter Grzybek (1957-2019)" Proverbium 37:385-404.
- Emmerich Kelih, Reinhard Köhler, Gabriel Altmann: Obituary: Peter Grzybek (1957–2019). In: Glottometrics 48, 2020.[5]
- Emmerich Kelih, Reinhard Köhler (editors): Words and Numbers. In Memory of Peter Grzybek (1957-2019). RAM-Verlag, Lüdenscheid 2020. ISBN 978-3-942303-89-7. (Memorial Volume)